# Юган Генрік Тумандер
Юган Генрік Тумандер (швед. Johan Henrik Thomander; 16 червня 1798 — 9 липня 1865) — шведський єпископ, літератор.
Тумандер став священиком у Карлсхамні у 1821 році і незабаром прославився як перекладач іноземної художньої літератури, зокрема Шекспіра. У 1827 році він став доцентом Священицької семінарії в Лунді, з в 1831 року професор теології, з 1836 року доктор теології Копенгагенського університету. У 1850 році Тумандер став архієпископом Гетеборга, а 1856 року єпископом Лунда.
Тумандер був вражаючою особистістю і чудовим оратором. Збірка його проповідей була перекладена данською мовою (1855—1857). Він запекло боровся за зміну устрою церкви. Тумандер був захопленим прихильником скандинавського співробітництва і справжнім другом Данії. Він охоче брав участь у скандинавських церковних зборах у Копенгагені (1857) та у Лунді (1860). Збірка його найважливіших творів була опублікована у 1878—1879 роках.